# Ortalis vetula
Ortalis vetula là một loài chim trong họ Cracidae. Nó sinh sản tại nơi có khí hậu nhiệt đới và cận nhiệt đới tại vùng rừng mezquital ở thung lũng Rio Grande (nam Texas, Hoa Kỳ tới bắc Costa Rica).
Tại Trung Mỹ, loài này hiện diện ở vùng đất thấp từ Chiapas, México tới bắc Nicaragua, với một quần thể tách biệt nằm tại Costa Rica.